# Cantonul Marseille-Vauban
Cantonul Marseille-Vauban este un canton din arondismentul Marseille, departamentul Bouches-du-Rhône, regiunea Provence-Alpes-Côte d'Azur, Franța.